# Сосново-дубові ліси Трансмексиканського вулканічного поясу
Сосново-дубові ліси Трансмексиканського вулканічного поясу (ідентифікатор WWF: NT0310) — неотропічний екорегіон тропічних та субтропічних хвойних лісів, розташований в Центральній Мексиці.

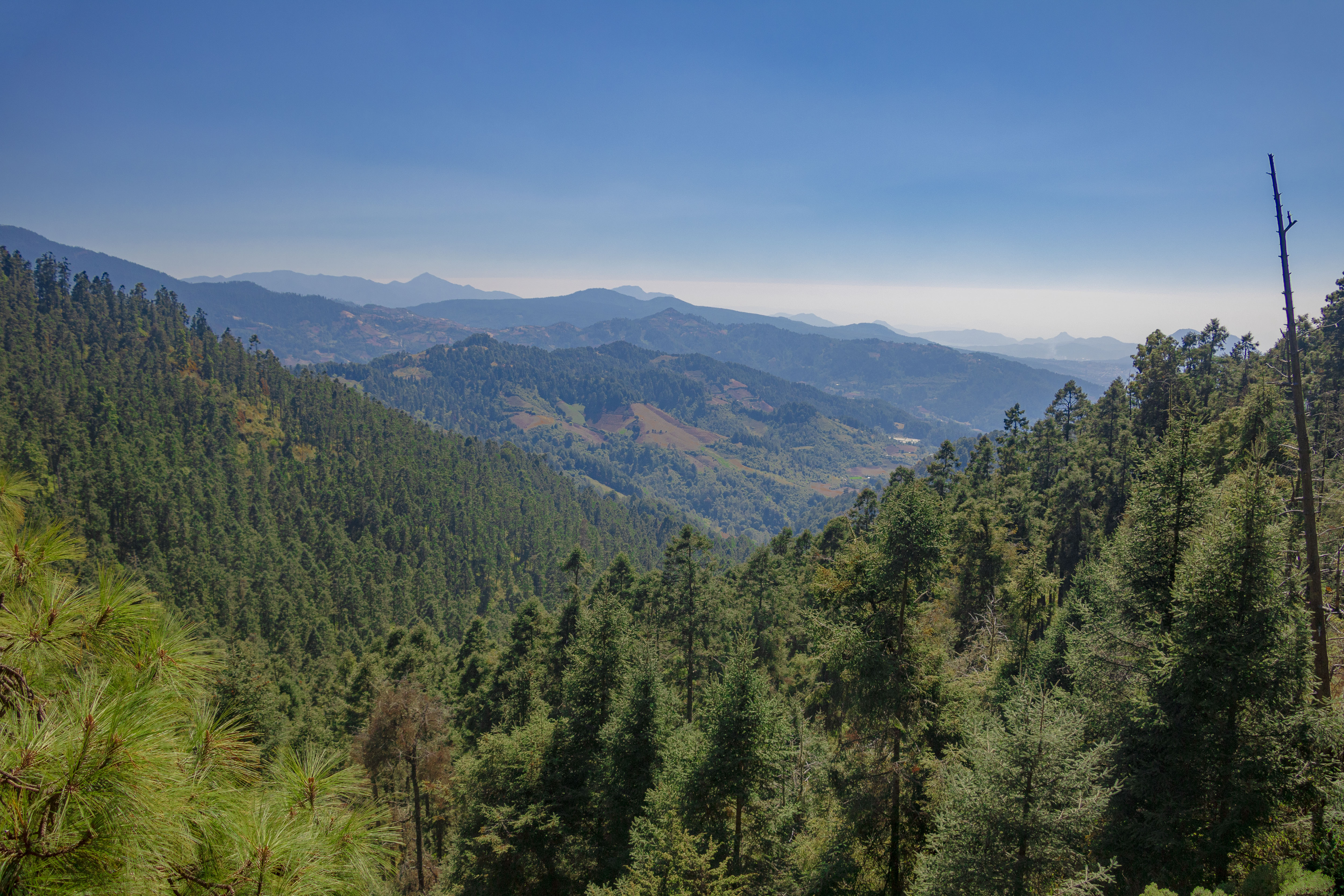
Соснові ліси в Біосферному заповіднику метеликів-монархів (Мічоакан)

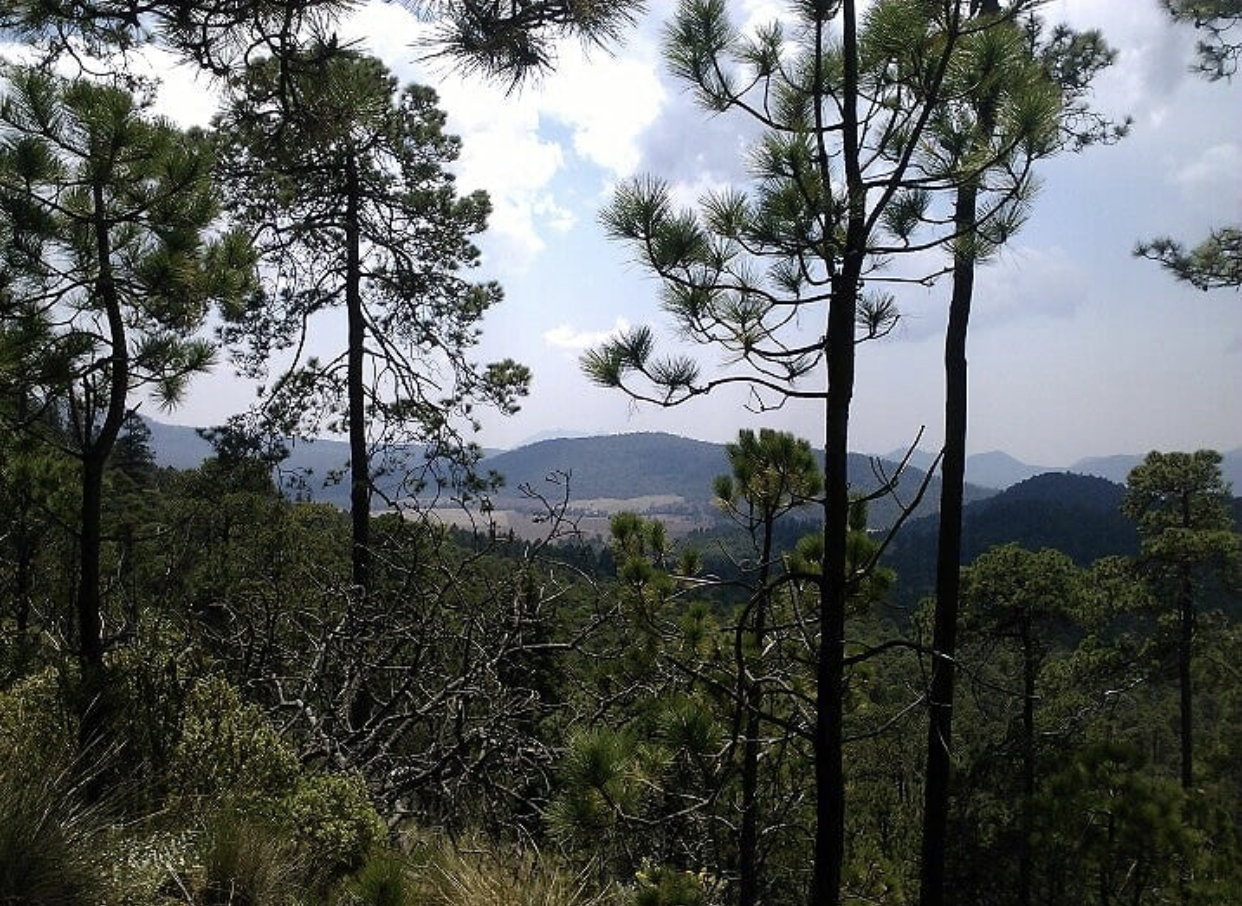
Сосновий ліс в околицях Мехіко

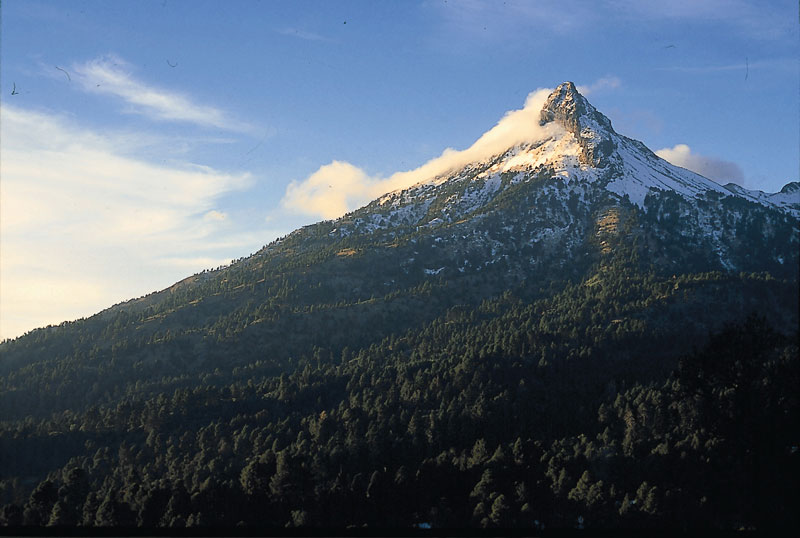
Ліс на схилах вулкану Невадо-де-Коліма

## Географія
Екорегіон сосново-дубових лісів Трансмексиканського вулканічного поясу охоплює гори Трансмексиканського вулканічного поясу — найвищі гори Мексики, які простягаються майже на 900 км із заходу на схід, перетинаючи територію штатів Халіско, Мічоакан, Мехіко, Морелос, Тласкала, Пуебла та Веракрус. Крім того, екорегіон включає низку ізольованих гір та невеликих гірських масивів, що підіймаються над південною частиною Мексиканського нагір'я, зокрема гори Сьєрра-де-Санта-Роса, Сьєрра-де-Лобос та Сьєрра-де-Пенхамо в штаті Гуанахуато. Найпівнічнішою частиною екорегіону є гори Національного парку Ель-Горрогон, розташованого в штаті Сан-Луїс-Потосі.
Гори Трансмексиканського вулканічного поясу утворилися в середині кайнозойської ери внаслідок субдукції літосферних плит. З геологічної точки зору їх основу складають магматичні породи (пірокласти та андезити). Вулканічна активність в регіоні триває. Найвищою вершиною екорегіону є активний вулкан Піко-де-Орісаба або Сітлалтепетль заввишки 5636 м, найвища гора Мексики та найвищий вулкан Північної Америки. Іншими вулканічними вершинами регіону є Попокатепетль заввишки 5393 м, Істаксіуатль заввишки 5230 м та Невадо-де-Толука або Шинантекатль заввишки 4680 м. Найвищі гірські вершини Трансмексиканського вулканічного поясу є частиною Сакатоналю — окремого високогірного екорегіону.
Вулканічні вершини екорегіону перемежовуються численними гірськими плато та глибокими долинами. В горах регіону беруть початок багато великих річок, зокрема Лерми та Бальсас. Родючі вулканічні ґрунти екорегіону добре утримують вологу, що сприяє розвитку сільського господарства. Внаслідок цього Трансмексиканський вулканічний пояс є одним з найбільш густонаселених регіонів Мексики.
Сосново-дубові ліси екорегіону переходять у сухі тропічні ліси в долинах на заході, північному заході та півдні. На захід і північний захід від Трансмексиканського вулканічного поясу розташований екорегіон сухих лісів Халіско, на південь, в басейні річки Бальсас, — екорегіон сухих лісів Бальсасу, а на північ, в басейні Ріо-Гранде-де-Сантьяго та у нижній частині басейну Лерми, — екорегіон сухих лісів Бахіо. Далі на північ, на території Мексиканського нагір'я, розташований екорегіон маторалю Центральної Мексики, який також включає деякі міжгірські долини Трансмексиканського вулканічного поясу, зокрема долини Мехіко та Толука. Міжгірська Теуаканська долина, яка лежить на південному сході Пуебли та Тласкали, є частиною окремого екорегіону маторалю Теуаканської долини. На сході сосново-дубові ліси Трансмексиканського вулканічного поясу екорегіону переходять у гірські ліси Веракрусу та гірські ліси Оахаки, які утворюють перехідну зону між гірськими сосново-дубовими лісами та рівнинними тропічними лісами, поширеними уздовж узбережжя Мексиканської затоки.

## Клімат
В горах екорегіону переважає високогірний субтропічний клімат (Cwb за класифікацією кліматів Кеппена) або вологий субтропічний клімат (Cwa за класифікацією Кеппена). Сезонні коливання температури незначні, однак на великих висотах взимку спостерігаються більш низькі температури і може випадати сніг. Більшість опадів в регіоні випадає влітку, тоді як взимку триває виражений сухий сезон.

## Флора
В межах екорегіону зустрічаються різні рослинні угруповання, розподіл яких залежить від кількості опадів та висоти над рівнем моря. На висоті від 2275 до 2600 м над рівнем моря в горах Трансмексиканського вулканічного поясу переважають соснові ліси, на висоті від 2470 до 2600 м над рівнем моря — сосново-дубові ліси, на висоті від 2700 до 3000 м над рівнем моря — сосново-кедрові ліси, а на найвищих вершинах екорегіону, що підіймаються на висоту понад 3000 м над рівнем моря — сосново-ялицеві ліси.
У дубових лісах на заході Трансмексиканського вулканічного поясу переважають смолисті дуби (Quercus resinosa) та повислі яловці (Juniperus flaccida), а в лісах, поширених в штаті Халіско на крайньому заході екорегіону, — магнолієлисті дуби (Quercus magnoliifolia), гостролисті дуби (Quercus acutifolia) та довгоквітконіжкові дуби (Quercus peduncularis). На висоті понад 2400 м над рівнем моря в лісах переважають нитчастолисті дуби (Quercus rugosa) та лаврові дуби (Quercus laurina). У перехідній зоні між сосново-дубовими лісами та південними тропічними листяними лісами переважають сизуваті дуби (Quercus glaucoides). Серед дубів, поширених в лісах на сході Трансмексиканського вулканічного поясу, поблизу долини Мехіко, слід відзначити мехіканський дуб (Quercus mexicana), товстолистий дуб (Quercus crassifolia), лаетський дуб (Quercus laeta) та пустельний дуб (Quercus deserticola). У Пуеблі та Веракрусі, на крайньому сході екорегіону, зустрічаються сизуваті дуби (Quercus glaucoides), дуби Лібмана (Quercus liebmannii) та лаетські дуби (Quercus laeta).
У соснових лісах Трансмексиканського вулканічного поясу, як правило, домінують сосни Монтесуми (Pinus montezumae), хоча у більш вологих районах переважають гладкокорі сосни (Pinus pseudostrobus), а у посушливих районах, де переважають неглибокі ґрунти, — сосни Хартвега (Pinus hartwegii) та теокотські сосни (Pinus teocote). На низьких висотах (нижче 2000 м над рівнем моря) поширені мексиканські жовті сосни (Pinus oocarpa) та мічоаканські сосни (Pinus devoniana), які іноді перемежовуються з геррерськими соснами (Pinus herrerae), соснами Прінгла (Pinus pringlei) та чіуауанськими соснами (Pinus leiophylla), а також з деякими дубами (Quercus spp.). У сосново-ялицевих лісах, поширених у високогір'ях екорегіону, домінують сосни Хартвега (Pinus hartwegii) та священні ялиці (Abies religiosa). Трав'яний ярус у сосново-дубових лісах екорегіону добре розвинений, а епіфітів зустрічається багато.
Сосново-дубові ліси Трансмексиканського вулканічного поясу є важливим центром флористичного різноманіття для різних груп рослин, зокрема для дубів (Quercus spp.) та для представників родини Айстрових (Asteraceae), серед яких близько 370 видів є ендеміками екорегіону. Гори Сьєрра-де-Манантлан, розташовані в штаті Халіско на заході екорегіону, є центром різноманіття для представників родин Мальвові (Malvaceae), Айстрові (Asteraceae) та Мальпігієві (Malpighiaceae). Серед ендемічних рослин, поширених у цій місцевості, слід відзначити нуево-галісійську мітлицю (Agrostis novogaliciana), гусманантланську тополю (Populus guzmanantlensis), Cnidoscolus autlanensis та манатланську вернонію (Eremosis pugana). Відкриття у 1977 році дворічного теосінте (Zea diploperennis), стійкого до хвороб родича звичайної кукурудзи, спонукало науковців до детального вивчення флори гір Сьєрра-де-Манантлан.
Гори Трансмексиканського вулканічного поясу забезпечують сполучення між горами Західної Сьєрра-Мадре та Східної Сьєрра-Мадре, які оточують Мексиканське нагір'я із заходу та сходу відповідно. Високий рівень вулканічної активності в регіоні породив багато мікрооселищ, які сприяли активній еволюційній радіації та високому біорізноманіттю екорегіону.

## Фауна
Серед поширених в екорегіоні ссавців слід відзначити білохвостого оленя (Odocoileus virginianus), флоридського кролика (Sylvilagus floridanus), мексиканського кролика (Sylvilagus cunicularius), мексиканську рудочереву вивірку (Sciurus aureogaster), скельного ховраха (Otospermophilus variegatus), мексиканського лісового хом'яка (Neotoma mexicana), чорновуху мишу (Peromyscus melanotis), врожайницю Суміхраста (Reithrodontomys sumichrasti), дрібнозубу врожайницю (Reithrodontomys microdon), віргінського опосума (Didelphis virginiana), веракруську мідицю (Sorex veraecrucis), печерну нічницю (Myotis velifer), західного язикатого кажана (Glossophaga morenoi) та мексиканського великовуха (Corynorhinus mexicanus). Серед хижаків, поширених в горах Трансмексиканського вулканічного поясу, слід відзначити північноамериканську пуму (Puma concolor couguar), руду рись (Lynx rufus), койота (Canis latrans), сіру лисицю (Urocyon cinereoargenteus), довгохвосту ласицю (Neogale frenata), північноамериканську котофредку (Bassariscus astutus), білоносу носуху (Nasua narica), американського свинорилого скунса (Conepatus leuconotus), довгохвостого скунса (Mephitis macroura) та звичайного ракуна (Procyon lotor). Раніше в регіоні зустрічалися ягуари (Panthera onca), однак наразі вони тут вимерли.
Ендеміками екорегіону є лісові хом'яки Голдмана (Nelsonia goldmani), трансвулканічні оленячі миші (Peromyscus hylocetes), пуебланські оленячі миші (Peromyscus mekisturus), ніжні оленячі миші (Habromys delicatulus), оленячі миші Шмідлі (Habromys schmidlyi), мічоаканські гоферчики (Zygogeomys trichopus), толуцькі гоферики (Cratogeomys planiceps) та халіскські мідиці (Sorex mediopua), а майже ендемічними його представниками — вивірки Петерса (Sciurus oculatus), швидконогі миші (Peromyscus levipes), халіскські оленячі миші (Peromyscus spicilegus), сакатекські врожайниці (Reithrodontomys zacatecae), південні гоферчики (Thomomys umbrinus), димчасті гоферики (Cratogeomys fumosus), мексиканські дрібновухі бурозубки (Cryptotis mexicana), великозубі мідиці (Sorex macrodon), каштановочереві мідиці (Sorex ventralis) та мідиці Соссюра (Sorex saussurei). Майже ендемічні вулканічні кролики (Romerolagus diazi), вулканічні хом'ячки (Neotomodon alstoni), вулканічні врожайниці (Reithrodontomys chrysopsis), перотійські гоферики (Cratogeomys perotensis), гоферики Мерріама (Cratogeomys merriami), центральномексиканські бурозубки (Cryptotis alticola), мексиканські довгохвості мідиці (Sorex oreopolus) та орісабські мідиці (Sorex orizabae) окрім гірських сосново-дубових лісів зустрічаються лише на високогірних субальпійських луках сакатоналю.
Серед птахів, поширених в горах Трансмексиканського вулканічного поясу, слід відзначити великого індика (Meleagris gallopavo), мексиканську перепелицю-клоуна (Cyrtonyx montezumae), каліфорнійського голуба (Patagioenas fasciata), мексиканського дрімлюгу (Antrostomus arizonae), неоарктичного яструба (Accipiter striatus), віргінського пугача (Bubo virginianus), вусату сплюшку (Megascops trichopsis), гірського сичика-горобця (Glaucidium gnoma), чорноволу гілу (Melanerpes formicivorus), зеленого колібрі (Colibri thalassinus), фіолетовоголову агиртрію (Ramosomyia violiceps), широкохвостого колібрі-крихітку (Selasphorus platycercus), північного колібрі-герцога (Eugenes fulgens), рудокрилу амазилію-берила (Saucerottia beryllina), мексиканського колібрі-сапфіра (Basilinna leucotis), синьогорлого колібрі-самоцвіта (Lampornis clemenciae), аметистовогорлого колібрі-самоцвіта (Lampornis amethystinus), мексиканського колібрі-ельфа (Selasphorus heloisa), гірського трогона (Trogon mexicanus), ошатноперого трогона (Trogon elegans), чорноголову сизойку (Cyanocitta stelleri), гватемальську мурашницю (Grallaria guatimalensis), великого піві (Contopus pertinax), кордильєрського піві-малюка (Empidonax occidentalis), соснового піві-малюка (Empidonax affinis), вохристого піві-малюка (Empidonax fulvifrons), світлогорлого піві-малюка (Empidonax albigularis), рудого монудо (Mitrephanes phaeocercus), мексиканського пісняра (Oreothlypis superciliosa), чорногорлу чернітку (Myioborus miniatus), білокрилу чернітку (Myioborus pictus), золотобрового коронника (Basileuterus belli), окотеро (Peucedramus taeniatus), бронзовокрилого солітаріо (Myadestes occidentalis), білогорлого дрозда (Turdus assimilis), гірського дрозда-короткодзьоба (Catharus frantzii), чорноголового дрозда-короткодзьоба (Catharus mexicanus), західного блакитника (Sialia mexicana), попелястого віреона (Vireo plumbeus), короткодзьобого віреона (Vireo huttoni), каштановобокого віреона (Vireolanius melitophrys), дубового різжака (Campylorhynchus gularis), американського підкоришника (Certhia americana), каролінського повзика (Sitta carolinensis), повзика-крихітку (Sitta pygmaea), американську синицю (Baeolophus wollweberi), мексиканську гаїчку (Poecile sclateri), американського ополовника (Psaltriparus minimus), чорноспинного трупіала (Icterus abeillei), соснового бекарда (Pachyramphus major), великого бекарда (Pachyramphus aglaiae), сірого чубака (Ptiliogonys cinereus), плямистолобого дереволаза (Lepidocolaptes affinis), рудого пінсона (Aimophila rufescens), рудоголового пінсона (Aimophila ruficeps), плямистого тауї (Pipilo maculatus), окаї (Pipilo ocai), ялинового шишкаря (Loxia curvirostra), соснового чижа (Spinus pinus), неотропічного чижа (Spinus notatus), чорноголового кіпаля (Hesperiphona abeillei), гондураську гутураму (Chlorophonia elegantissima), садового квіткокола (Diglossa baritula) та сонцеперу пірангу (Piranga flava).
Ендеміками екорегіону є мексиканські дятли (Leuconotopicus stricklandi) та мексиканські сойки (Aphelocoma ultramarina), а майже ендемічними його представниками, — чорногорлі перепелиці (Dendrortyx macroura), мексиканські перепелиці (Dendrortyx barbatus), аризонські дзьогани (Leuconotopicus arizonae), білосмугі дереволази (Lepidocolaptes leucogaster), зеброві різжаки (Campylorhynchus megalopterus), іржасті дрозди-короткозьоби (Catharus occidentalis), мексиканські квічалі (Ridgwayia pinicola), білощокі червонії (Cardellina rubra), мексиканські заросляки (Arremon virenticeps), жовточереві заросляки (Atlapetes pileatus), мексиканські юнко (Junco phaeonotus), мексиканські пасовники (Xenospiza baileyi), смугасті вівсянки (Oriturus superciliosus) та червоноголові піранги (Piranga erythrocephala).
Гірські сосново-дубові ліси Трансмексиканського вулканічного поясу, зокрема ліси на сході Мічоакану та на заході Мехіко є основним місцем зимування мільйонів метеликів-монархів (Danaus plexippus). Ці одні з найвідоміших метеликів Північної Америки мігрують з помірних регіонів США до Центральної Мексики та використовують водні потоки, які підіймають їх в атмосферу, полегшуючи політ.

## Збереження
Значна частина лісів екорегіону була знищена внаслідок масштабної вирубки, розчистки земель під сільськогосподарські угіддя та розвитку інфраструктури. Велика концентрація населення в долинах Центральної Мексики, зокрема в долині Мехіко, здійснює тиск на природу регіону, зокрема шляхом надзвичайно високого рівня забрудення повітря. Найбільшу загрозу для збереження природи регіону становить традиційна практика випалювання підліску у сосново-дубових лісах для забезпечення кормом худоби. Усунення рослинного покриву сприяє посиленню ерозії схилів.
Оцінка 2017 року показала, що 9523 км², або 10 % екорегіону, є заповідними територіями. Природоохоронні території включають: Національний парк Барранка-дель-Купатіцио, Національний парк Босенчеве, Національний парк Каньйон-дель-Ріо-Бланко, Національний парк Серро-де-Гарніка, Національний парк Кофре-де-Піроте, Національний парк Кумбрес-дель-Ахуско, Національний парк Десьєрто-дель-Кармен, Національний парк Десьєрто-де-лос-Леонес, Національний парк Фуентес-Бротатес-де-Тлальпан, Національний парк Ель-Горрогон, Національний парк Ла-Маркеса, Національний парк Інсургенте-Хосе-Марія-Морелос-і-Павон, Національний парк Істаксіуатль-Попокатепетль, Національний парк Лагунас-де-Семпоала, Національний парк Ломас-де-Падієрна, Національний парк Лос-Ремедіос, Національний парк Ла-Малінче, Національний парк Піко-де-Орісаба, Національний парк Невадо-де-Толука, Національний парк Район, Національний парк Сакромонте, Національний парк Ель-Тепостеко, Національний парк Невадо-де-Толіма, Національний парк Шикотенкатль, Заповідну зону флори і фауни Ель-Хабалі, Заповідну зону флори і фауни Піко-де-Тансітаро, Заповідну зону флори і фауни Сьєрра-де-Кіла, Біосферний заповідник Ла-Прімавера, Біосферний заповідник Сьєрра-де-Уаутла, Біосферний заповідник Сьєрра-де-Манатлан, Біосферний заповідник Сьєрра-де-Вальєхо, Біосферний заповідник метеликів-монархів, Заповідник Сьєрра-де-лос-Агустінос, Заповідник Сьєрра-де-Лобос та Біологічний коридор Чичинаутцін. У 2008 році Біосферний заповідник метеликів-монархів, основне місце зимування східної популяції метеликів-монархів, був внесений до списку Світової спадщини ЮНЕСКО.